# Grzegorz Juszczyk
Grzegorz Piotr Juszczyk (ur. 14 października 1977 w Jaśle) – doktor habilitowany nauk o zdrowiu, specjalista z dziedziny zdrowia publicznego. W latach 2017–2022 dyrektor Narodowego Instytutu Zdrowia Publicznego PZH – Państwowego Instytutu Badawczego.

## Życiorys

### Edukacja
Urodził się 14 października w 1977 w Jaśle jako syn Romana i Janiny. Uczęszczał do tamtejszego I Liceum Ogólnokształcącego im. Króla Stanisława Leszczyńskiego. W 2002 zdobył tytuł zawodowy magistra zdrowia publicznego w Instytucie Zdrowia Publicznego na Wydziale Ochrony Zdrowia Collegium Medicum Uniwersytetu Jagiellońskiego. Dodatkowo, po rocznych studiach międzynarodowych na Uniwersytecie w Maastricht, obronił magisterium z tytułem Master of Public Health. W 2003 brał udział w treningach Instytutu Banku Światowego w Budapeszcie pt. Regional Flagship Course on Health Sector Reform and Sustainable Financing oraz Poverty, Equity and Health Systems. Stypendium Marie Curie na Uniwersytecie w Sheffiled w 2004 roku. W 2006 podjął studia podyplomowe z zakresu zarządzania strategicznego i operacyjnego preMBA na Wydziale Zarządzania Uniwersytetu Warszawskiego.
W 2008 na Wydziale Nauki o Zdrowiu Warszawskiego Uniwersytetu Medycznego uzyskał stopień naukowy doktora nauk medycznych na podstawie pracy Analiza potrzeb zdrowotnych osób aktywnych zawodowo w wieku 20–40 lat jako prognoza zmian struktury epidemiologicznej w Polsce.
5 maja 2020 uchwałą Rady Dyscypliny Nauk o Zdrowiu Warszawskiego Uniwersytetu Medycznego uzyskał stopień doktora habilitowanego w dziedzinie nauk medycznych i nauk o zdrowiu, w dyscyplinie nauki o zdrowiu. W 2010 odznaczony Srebrnym Krzyżem Zasługi.

### Kariera zawodowa
W latach 1997–1999 był trenerem-współpracownikiem Centrum Szkoleniowego Fundacji Rozwoju Demokracji Lokalnej (FRDL) w Szczecinie. W latach 2000–2001 odbył praktyki w Ministerstwie Zdrowia – Departament Organizacji Ochrony Zdrowia oraz Centrum Systemów Informacyjnych Ochrony Zdrowia. Od stycznia 2003 jest pracownikiem naukowym w Zakładzie Zdrowia Publicznego Warszawskiego Uniwersytetu Medycznego.
Od 2005 współpracował z firmami oferujących programy zdrowotne dla pracowników (w latach 2005–2009 Medicover, w latach 2009–2017 Grupa LUX MED), gdzie we współpracy z pracodawcami planował i wdrażał działania prozdrowotne w miejscu pracy. W Grupie LUX MED kierował Biurem Edukacji Zdrowotnej.
W latach 2013–2016 reprezentował polskich pracodawców w Komitecie Doradczym ds. Zdrowia i Bezpieczeństwa w Pracy Komisji Europejskiej.
Od września 2017 do września 2022 był dyrektorem Narodowego Instytutu Zdrowia Publicznego PZH – Państwowego Instytutu Badawczego. W 2019 kierował procesem połączenia NIZP – PZH oraz Instytutu Żywności i Żywienia, który zakończył się z dniem 1 lutego 2020 i umożliwił rozszerzenie zespołu naukowego i działalności NIZP – PZH o badania sposobu odżywiania i prowadzenie edukacji żywieniowej.
10 lipca 2021 na mocy Rozporządzenia Rady Ministrów kierowany przez Grzegorz Juszczyka Instytut uzyskał status Państwowego Instytutu Badawczego nadawany instytucjom, które wykonują zadania szczególnie ważne dla planowania i realizacji polityki państwa.
Jest przewodniczącym: Zespołu ds. monitorowania i prognozowania przebiegu pandemii COVID-19 w Polsce powołanym przez Ministra Zdrowia, a także wiceprzewodniczącym w zespole do spraw koordynacji działań na rzecz systemowych zmian w zdrowiu publicznym oraz zespole do spraw koordynacji działań profilaktycznych; członkiem Zespołu do spraw działań związanych z zapobieganiem, przeciwdziałaniem i zwalczaniem COVID-19 oraz Krajowej Rady ds. Onkologii.